# Phortica albodorsata
Phortica albodorsata är en tvåvingeart som först beskrevs av Sturtevant 1927.  Phortica albodorsata ingår i släktet Phortica och familjen daggflugor.
Artens utbredningsområde är Filippinerna. Inga underarter finns listade i Catalogue of Life.